# Franco Mezzena
Franco Mezzena (Trento, 4 de novembro de 1953) é um virtuoso violinista e maestro italiano. Estudou com Salvatore Accardo.

## Carreira
Sua atividade como solista ou com música de câmara o faz presente nos teatros mais importantes e hóspede nos principais festivais dos Estados Unidos, Europa, África, México, América Central, América do Sul e Japão.
Tem concertos trasmitidos por: RAI Radiotelevisione Italiana, Rádio Vaticano, BBC, ABC, NBC, WSKG, WGBH Boston, NHK, KBS Coréia, etc. Fez numerosas turnês com "I Musici" e "Virtuosi di Roma".
Toca com célebres artistas, entre os quais: Salvatore Accardo, Bruno Battisti D’Amario, Julius Berger, Umberto Cafagna, Bruno Canino, Roberto Fabbriciani, Rocco Filippini, Severino Gazzelloni, Stefano Giavazzi, Bruno Giuranna, Johannes Goritzki, Jacques Klein, Alain Meunier, Bruno Mezzena, Andrea Noferini, Anthony Pay, Franco Petracchi, Claudio Piastra, Ruggiero Ricci, Eros Roselli, Hariolf Schlichtig, Rohan de Saram e Romeo Tudorache.
Franco Mezzena é conhecido em todo o mundo, por seus muitos CDs (mais de 80) gravados por: Luna Rossa, Brilliant Classics, Newton Classics, Wide Classique, Symposium, Dynamic, Rivo Alto, Nuova Era, E.M.S., Arcobaleno. Gravou pela Dynamic os 29 concertos integrais de Giovanni Battista Viotti como solista e diretor da Symphonia Perusina (orquestra de câmara). Gravou (Wide Classique) a obra completa de Beethoven para violino e piano com o pianista Stefano Giavazzi. Por seus CDs tem obtido notável aprovação da crítica especializada (The Strad, Fanfare, American Records Guide, New York Times, Gramophone, FonoForum, Diapason).
Professor en la Academia "Ensemble Serenissima" de Sacile e en la Academia do Teatro Annibale di Francia de Messina (Cursos Anuais). Mezzena é director artístico de Luna Rossa Classic Records. É director artistico e regente principal da Orquestra de Câmara de Lecce e Salento. Tem cursos de aperfeiçoamento e Master Classes na Itália e no exterior: Royal College e Trinity College of Music de Londres, Hertford College de Londres, Mântua, Leipzig, Nápoles, S. Antioco, Musica Riva Festival, Alghero, Barcelona, Roterdão, Academie d'Eté d'Andé, Ticino Musica (Locarno, Suíça), Kitakyushu, Ibaraki, Tóquio, Ciudad de México etc.
Como regente trabalha com diversas orquestras (“Milano Classica”, Orquestra Sinfônica de Pescara, Orquestra Sinfônica de Lubliana, Orquestra Filarmônica de Jalisco etc.). Seus instrumentos são um magnífico violino Stradivarius de 1695, um maravilhoso violino feito pelo luthier Giovanni Osvaldo Fiori (Treviso - Itália 2018) e um Roberto Regazzi (Bolonha, 1998).